# Lisznia (jezioro)
Lisznia (częściej nazywane Liśnia) – jezioro morenowe w woj. wielkopolskim, w powiecie międzychodzkim, w gminie Chrzypsko Wielkie, w obrębie wsi Śródka, leżące na terenie Pojezierza Poznańskiego.

## Hydronimia
Według urzędowego spisu opracowanego przez Komisję Nazw Miejscowości i Obiektów Fizjograficznych (KNMiOF) nazwa tego jeziora to Lisznia. Częściej jezioro to występuje pod nazwą Liśnia.